# Ian Osin
Ian Osin (în rusă Ян Валерьевич Осин; n. 13 iulie 1973, Pskov, RSFS Rusă, URSS) este un cântăreț rus.